# Tibor Serly
Tibor Serly, född 25 november 1901 i Losonc, död 8 oktober 1978 i London, var en ungersk violast, violinist och tonsättare.
Serly var en av Zoltán Kodálys elever. Han var också en stor beundrare av Béla Bartók och blev även dennes elev. Hans kontakter med Bartók blev både en välsignelse och en börda. Han gjorde stora ansträngningar att göra Bartóks musik mer tillgänglig genom att arrangera utvalda stycken för olika instrumentkombinationer, men detta gav honom större uppmärksamhet än hans egna kompositioner. Han fick mycket beröm för sitt arbete, både av Bartók och av andra kolleger. Bartóks violakonsert tog det honom tre år att sammanställa från skisser till ett användbart verk. Det är nu ett av de mest framförda styckena för viola.
Ett av Serlys mest kända egna verk är Rapsodi för viola och orkester. Hans arbete med att förverkliga Bartóks verk har betalt sig i den bemärkelsen att de ofta paras ihop med hans egna vid inspelningar – lärarens och elevens verk på samma skiva eller konsert.
Serly undervisade i komposition vid Manhattan School of Music i New York och var också en ofta framförd tonsättare och dirigent hos Danmarks Radio. Många av hans elever hade framgång, som till exempel Manny Albam, Jerry Bilik, och Mark Bucci.
Som violinist var Serly medlem av NBC Symphony Orchestra vid dess debutsäsong 1937–1938, men han slutade snart för att helt ägna sig åt komponerande.

## Verk
- Symfoni nr. 2 in två satser för träblås, brass, och slagverk
- Rhapsody över folksånger harmoniserade av Béla Bartók för viola och orkester (1946–1948)
- Concerto för viola och orkester (1929)
- Concerto för violin och symfonisk blåsorkester (1955–1958)
- Concerto för två pianon och orkester (1958)
- Concerto för trombon och orkester (1951)
- Piano Sonata No. 1 in "Modus Lascivus" (1946)